# Михаил Кац
Михаил Яковлевич Кац е руски скулптор, преподавал и творил в България.

## Биография и творчество
Михаил Яковлевич Кац е роден на 27 октомври 1889 г. в Русия, починал на 24 март 1964 г. във Велико Търново, България.
Имал е скулптурно ателие в Стокхолм, след което става професор във Висшия институт за изобразителни изкуства в София през периода 1952–1961 г., а след това, от 1963 до 1964 г. преподава скулптура във Великотърновския университет.
Михаил Кац е автор на няколко книги  по анатомия и възпитание на скулптора.

## Книги
- Андрей Николов: Живот и творчество (1954)
- Пластична анатомия за художници (1957)
- Възпитание на скулптора (1963)